# Ґабріел Ґрештак
Ґабріел Ґрештак — у вірменській міфології персонаж, що ідентифікується (після прийняття вірменами християнства, IV ст.) з Архангелом Гавриїлом, перейняв функції духу смерті Гроха і бога грози і блискавки Вахагна. У народній традиції і віруваннях зустрічаються і понині три найменування духа смерті (Ґабріел Ґрештак, Ґрох, Ґогеар). Ґабріел Ґрештак — полум'яний, грізний і безстрашний, озброєний вогняним мечем (зірниця — блиск його меча). Живе на небесах під керівництвом у Бога; одна його нога — на небесах, інша — на землі.
Як ангелові смерті люди чинять опір Ґабриелу Ґрештаку. У одному міфі герой Аслан Ага вступає у боротьбу з Ґабриелом Ґрештаком, щоб добитися для людей безсмертя, але зазнає поразку. Як бог грози і блискавки Ґабриел Ґрештак, один або разом з іншими ангелами, бореться проти вішапів. Ґабриел Ґрештак виступає також посередником між Богом і людьми. У епосі «Сасна Црер» Ґабриел Ґрештак спускається з неба і рознімає батька і сина (Давида і Мґера), що борються між собою.